# August Hoerter
August Hoerter, auch August Hörter (* 5. August 1834 in Elberfeld, Rheinprovinz; † 23. Oktober 1906 in Karlsruhe, Großherzogtum Baden), war ein deutscher Landschafts-, Porträt- und Stilllebenmaler der Düsseldorfer Schule.

## Leben
Nach einer Ausbildung bei Johann Richard Seel in Elberfeld (1852) und Johann Wilhelm Schirmer in Düsseldorf (bis 1854) besuchte Hoerter als ehemaliger Elberfelder Weberlehrling in den Jahren 1854 bis 1856 die Kunstakademie Düsseldorf. Dort waren Karl Ferdinand Sohn und Christian Köhler seine Lehrer. Danach bildete er sich im Atelier von Carl Friedrich Lessing weiter aus. Diesem folgte er nach Karlsruhe, wo er sich 1859 als selbständiger Maler niederließ. Während er von Düsseldorf aus Norddeutschland und die Niederlande bereist hatte, unternahm er von Karlsruhe aus in den 1860er Jahren Studienreisen in die Bayerischen Alpen, in den Engadin und das Berner Oberland, in den 1870er Jahren nach Italien, bis Neapel und Capri.

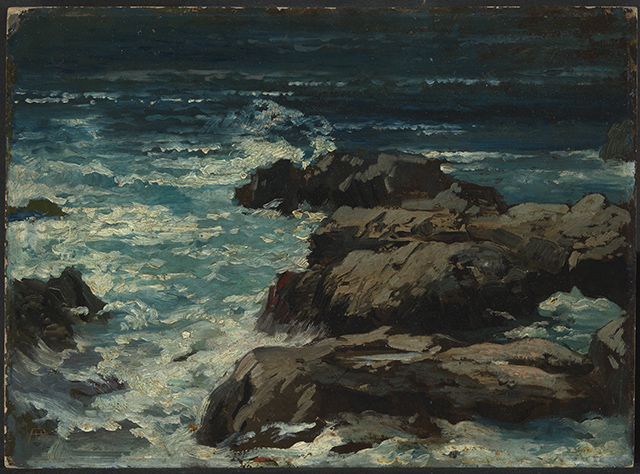
Brandung auf Capri, 1876, Staatliche Kunsthalle Karlsruhe

In Karlsruhe, wo er annähernd fünf Jahrzehnte lebte und in der Bismarckstraße 51 eine Villa mit Ateliers sein Eigen nannte, erwarb er sich den Ruf einer Künstlernatur „kantigen Wesens und voll Absonderlichkeiten“ und gehörte er – unter anderem neben den Malern Rudolf Gleichauf, August Vischer und Wilhelm Klose – der Vereinigung „Im Grünen Baum“ an. Zu seinem engeren Freundeskreis zählten die Schriftsteller Joseph Victor von Scheffel und Albert Herzog. In fortgeschrittenem Alter heiratete er ein zweites Mal.
Sein künstlerisches Schaffen, für das er 1863 in Metz, 1873 in Wien und 1877 in Karlsruhe Medaillen erhielt, durchlief eine Stimmungsmalerei in anfänglich dunkelgrünen Farben sowie eine dramatisch belebte Alpenmalerei, die er als helle Freilichtarbeit ausführte, und gelangte zu Landschaften in einem flott aufgetragenen impressionistischen Stil. Teile seines künstlerischen Nachlasses wurden 1912 bei Rudolf Bangel in Frankfurt am Main versteigert.